# Оливковый полоз
Оливковый полоз (лат. Platyceps najadum) — вид змей семейства ужеобразных.

## Описание
Достигает в длину 80—90 см (максимально 1,08 м), причем треть тела приходится на хвост. Самцы выглядят более стройными и несколько мельче самок. Голова оливкового полоза спереди тупо округлена. Межчелюстной щиток лишь слегка вклинивается между носовыми. Задние нижнечелюстные щитки часто отделяются от передних мелкими чешуйками, они отличаются от переднечелюстных большей вытянутостью в длину. Поперек середины тела расположено 19 гладких чешуй. По краям 203—236 брюшных щитков расположены продольные ребрышки, которые формируют на боках брюха небольшой кант. Подхвостовых чешуй 64—140 пар, анальный щиток также парный.
Общий фон окраски верха тела серовато-болотный с коричневатым или буроватым оттенком. В шейной области и на передней части тела расположено по продольному ряду темно-оливковых пятен в тонкой черноватой окантовке и желтоватом кольце каждый. На шее пятна противоположных сторон иногда сливаются, уменьшаясь в размерах при удалении от головы. Голова сверху без рисунка или слегка пятнистая, брюхо однотонно желтоватое, белое или лимонно-зеленоватое. Радужная оболочка глаз золотисто-желтая, зрачок округлый. Для этого вида описаны меланисты с черноморского побережья Кавказа.

## Распространение
Оливковый полоз распространён на Балканском п-ве, в Малой Азии до Ирака и Кавказа (Азербайджана, Армении и Грузии). В Дагестане, Чечне, Ингушетии, Восточном Ставрополье, Краснодарском крае и Абхазии обитает номинативный подвид, а в Юго-Восточном Азербайджане (P. n. albitemporalis Darevsky et Orlov, 1994.) Популяции из Южного Туркменистана относят к подвиду полоз Атаева Platyceps najadum atayevi (Tuniyev et Shammakov, 1993), который ранее выделяли в качестве отдельного вида. Этот подвид отличается отсутствием (или небольшим числом) мелких гранулярных чешуй между передними и задними нижнечелюстными щитками, а также более мелкими размерами (до 50 см в длину).

## Образ жизни
Оливковый полоз обитает в каменистой полупустыне, аридной полынной степи, на щебнистых склонах гор среди ксерофитных кустарников, дубово-можжевеловых редколесий до 2200 м над уровнем моря. Обычен он и в антропогенных ландшафтах: среди садов и огородов, на виноградниках и развалинах старых построек. Во влажных субтропиках черноморского побережья Кавказа селится в самшитовых лесах под камнями, норах и дуплах животных, среди прикорневых расщелин и папоротников.
Активный сезон начинается с марта. Летом наблюдается утренний и вечерний пики активности. Спаривание в середине мая, а откладывание 3—16 вытянутых яиц (37—44 x 13,5 мм) в июле. В питании преобладают ящерицы. Иногда питается мелкими грызунами и прямокрылыми насекомыми. Активно использует тактику преследования.
Сокращение численности этого вида заставило включить его в Приложение к Красной книге России как вид, нуждающийся в слежении за состоянием популяций.